# Milton R. Konvitz
Milton Ridvas Konvitz (* 12. März 1908 in Safed; † 5. September 2003 in Monmouth, New Jersey) war ein US-amerikanischer Rechtswissenschaftler.

## Leben
Konvitz entstammte einer religiös geprägten jüdischen Familie, sein Vater und sein Großvater mütterlicherseits waren Rabbiner. Seine ersten Lebensjahre verbrachte er in Palästina. Bei Ausbruch des Ersten Weltkrieges befand sich der Vater auf einer Geschäftsreise in den Vereinigten Staaten. Er ließ seine Frau und fünf Kinder nachkommen. Die Familie lebte anschließend in verschiedenen Orten im Bundesstaat New Jersey.
Milton Konvitz machte im Alter von 16 Jahren seinen High-School-Abschluss in Trenton. 1926 wurde er eingebürgert. Er studierte an der New York University, wo er 1929 seinen B.A. und 1930 sein Diplom in Rechtswissenschaften erhielt. 1933 promovierte er an der Cornell University in Philosophie. Er benötigte nur ein Jahr, um seinen Doktor zu machen.
Da sich zunächst keine Möglichkeit bot, eine Stelle im akademischen Bereich zu erhalten, begann er seine berufliche Karriere als Rechtsberater der Wohnungsbaubehörden von Newark und von New Jersey. Anschließend arbeitete für die Bürgerrechtsorganisationen American Civil Liberties Union und National Association for the Advancement of Colored People. Als Assistent von Thurgood Marshall bereitete er für die NAACP Prozesse vor, bei denen es um Polizeibrutalität sowie Segregation und Lynchmorde in den Südstaaten ging. Zeitgleich lehrte er Rechts- und Verwaltungswissenschaften an der New York University.
1946 wurde Konvitz Mitglied des Lehrkörpers der Cornell University, wo er bis zu seiner Emeritierung im Jahr 1973 blieb. Die Ernennung zum Professor an der Rechtswissenschaftlichen Fakultät erfolgte im Jahr 1956. Zu seinen Studenten zählte unter anderem Ruth Bader Ginsburg, später Richterin am Obersten Gerichtshof der Vereinigten Staaten. In seiner Zeit in Cornell war Konvitz Mitbegründer von dessen Department of Near Eastern Studies und eines Studiengangs für Jüdische Studien.
Konvitz war einmal verheiratet und hatte mit seiner Frau Mary zwei Söhne. Er starb 2003 im Alter von 95 Jahren.

## Schwerpunkte seiner Arbeit
Konvitz war ein Fachmann für Verfassungs- und Arbeitsrecht und lehrte zu Themen der Bürger- und Menschenrechte. Besonders geschätzt war er für einen zweisemestrigen Vorlesungszyklus in Cornell mit dem Titel „American Idols“, in dem er berühmte Denker vorstellte, deren Schriften amerikanische Vorstellungen von Freiheit und Demokratie mitgeprägt haben. In späteren Jahren galt sein besonderes Interesse dem Verhältnis zwischen jüdischen und amerikanischen Rechtstraditionen. Außerdem gab er Sammelbände zu Vertretern des Pragmatismus und des Transzendentalismus heraus.
Konvitz half drei Jahrzehnte lang bei der Ausgestaltung der Rechtsordnung im afrikanischen Staat Liberia. So leitete er in den 1950er-Jahren eine Arbeitsgruppe liberianischer Juristen, die die Verfassung des Landes ausformulierte. Außerdem gab er eine Sammlung der Urteile des Obersten Gerichtshofes von Liberia heraus.
Konvitz publizierte viele Artikel und war Autor beziehungsweise Herausgeber einer Reihe von Büchern zum Thema Bürgerrechte. Er war Mitbegründer der Zeitschriften Midstream, Judaism und Journal of Law and Religion. Außerdem war er Co-Editor der ersten Ausgabe der Encyclopaedia Judaica.

## Ehrungen
Konvitz erhielt unter anderem sieben Ehrendoktorwürden. Die Cornell University ehrte ihn, indem sie 1998 einen Lehrstuhl für Jüdische und Nahöstliche Studien nach ihm benannte. Liberia dankte ihm seine langjährigen Dienste für das Land mit der Verleihung des Großen Bandes des Ordens Stern von Afrika, der höchsten Auszeichnung, die ein Ausländer erhalten kann. 1982 wurde er in die American Academy of Arts and Sciences aufgenommen.

## Schriften
- The Alien and the Asiatic in American Law. Cornell University Press, Ithaca 1946.
- The Constitution and Civil Rights. Columbia University Press, New York 1947.
- Civil Rights in Immigration. Cornell University Press, Ithaca 1953.
- Fundamental Liberties of a Free People. Religion, Speech, Press, Assembly. Cornell University Press, Ithaca 1947.
- A Century of Civil Rights. Greenwood Press, Westport 1961 (mit Theodore Leskes).
- Expanding Liberties. Freedom’s Gains in Postwar America. Viking Press, New York 1966.
- Judaism and the American Idea. Cornell University Press, Ithaca 1978, ISBN 0-8014-1181-5.
- Torah and Constitution. Essays in American Jewish Thought. Syracuse University Press, Syracuse 1998, ISBN 0-8156-2755-6.
- Nine American Jewish Thinkers. Transaction Publishers, New Brunswick 2000, ISBN 0-7658-0028-4.
- Fundamental Rights. History of a Constitutional Doctrine. Transaction Publishers, New Brunswick 2001, ISBN 0-7658-0041-1.